# Сельский дом на Аттерзе
«Сельский дом на Аттерзе» (нем. Landhaus am Attersee), также «Дом лесника в Вайсенбахе I» (нем. Forsthaus in Weissenbach I) — пейзаж австрийского художника Густава Климта. Картина находится в частной коллекции и с 2018 года демонстрируется в галерее Бельведер.
На пейзаже изображён сохранившийся поныне дом в Вайсенбахе на южном берегу озера Аттерзе, который художник снимал на лето в 1914—1916 годах. Этот же дом лесника с заросшим девичьим виноградом фасадом на окраине Вайсенбаха изображён ещё на одном пейзаже — «Дом лесника в Вайсенбахе II», или «Домашний сад». Климт выезжал из Вены на летний отдых вместе с семьёй Флёге, но в последние годы жизни всё больше тяготился обществом и стремился к уединению, и в этом доме он проживал один, хотя и проводил всё время вместе с Эмилией Флёге в кругу её семьи, проживавшей неподалёку. В поздних пейзажах, безлюдных и замерших во времени, нашло отражение его преклонение перед чувственной силой природы, превращающее окружавшие его сельские виды в рай на земле с вечным летом, идиллический и далёкий от достижений технологии, в котором даже для проложенной непосредственно перед домом узкой сельской дороги в Бад-Ишль не нашлось места. Дранка на крыше дома представляет собой мелкий узор световых бликов, их оттенкам отвечают мягкие тона окружающей холмистой местности. Пышное разноцветье на первом плане выдаёт страсть художника ко всему цветущему. Ковровая структура пейзажа за счёт колоритных точечных мазков придаёт отдельным объектам на нём бестелесность. Композицию пейзажа обрамляет тёмный кустарник по обеим сторонам.
Пейзаж «Сельский дом на Аттерзе» у Климта приобрела для своей художественной коллекции состоятельная предпринимательница и заказчица Дженни Штайнер, которой одной из немногих после аншлюса Австрии удалось эмигрировать в США. Конфискованный у неё пейзаж в 1940 году был продан через аукционный дом «Доротеум» и находился в частных руках, с 1960-х годов периодически экспонировался в галерее Бельведер. В 1994 году согласно завещанию Эммы Данцигер был передан в дар галерее Бельведер. В октябре 2000 года австрийский Совет по возврату художественных ценностей принял решение о реституции пейзажа. В 2001 году галерея передала пейзаж наследницам Дженни Штайнер, у них «Сельский домик» Климта выкупил аукционный дом Phillips, de Pury & Luxembourg. В 2003 году пейзаж, оценивавшийся в 18—25 млн долларов, был продан через «Сотбис» в Нью-Йорке за рекордные на тот момент для работ Климта 29,13 млн долларов.